# Nyaneka (langue)
Pour les articles homonymes, voir Nyaneka.

Aire ethnolinguistique en Angola (en bleu vif)

Le nyaneka est une langue bantoue parlée principalement par la population nyaneka au sud-ouest de l'Angola.